# Cyperus usitatus
Cyperus usitatus är en halvgräsart som beskrevs av William John Burchell, Johann Jakob Roemer och Schult.. Cyperus usitatus ingår i släktet papyrusar, och familjen halvgräs.

## Underarter
Arten delas in i följande underarter:
- C. u. palmatus
- C. u. usitatus
- C. u. macrobulbosus